# Paraclius provectus
Paraclius provectus är en tvåvingeart som först beskrevs av Walker 1859.  Paraclius provectus ingår i släktet Paraclius och familjen styltflugor. Inga underarter finns listade i Catalogue of Life.